# Asini Quadrat (historiador)
Asini Quadrat (en llatí Asinius Quadratus), possiblement Gai Asini Quadrat, va ser un historiador romà en llengua grega que va viure a la meitat del segle iii, en temps dels emperadors Felip l'Àrab i Marc Juli Filip.
Va escriure dos llibres d'història en grec:
- Una Història de Roma en 15 llibres en dialecte jònic titulada Χιλιετηρίς (que dura mil anys), perquè explicava la història de la ciutat durant mil anys, fins a l'any 248, quan es van celebrar uns magnífics Ludi saeculares.
- Història de Pàrtia sota el títol Παρθικὰ o Παρθυηνικά, citada amb molta freqüència per Esteve de Bizanci, que diu d'ell: Quadratus belli Parthici scriptor.[1]